# بال‌های خیس
بال های خیس یک مجموعه تلویزیونی محصول سال ۱۳۹۱ به کارگردانی و نویسندگی عباس رنجبر و تهیه‌کنندگی جواد نوروزبیگی می‌باشد که از شبکه یک سیما پخش شد.

## داستان
این مجموعه دو داستان در راستای هم دارد.
داستان اول این مجموعه‌ی 26 قسمتی حول محور پزشک حاذقی به نام مجید پرتو با ایفای نقش «حبیب دهقان‌نسب» است که با تشکیل تیمی جوان در زمینه تولید داروی ضدسرطان، پژوهش گسترده‌ای انجام داده است. در این راه دوست و همرزم ‌قدیمی‌اش مهدی قاسمی با بازی علی عمرانی پا به پای او پیش می‌آید و اگرچه تخصصی در زمینه تولید دارو ندارد، اما نقش مشوق و همراه همیشگی را برای دکتر پرتو بازی می‌کند.
داستان دوم مضمونی خانوادگی و معمایی دارد. جوانی به نام محسن با ایفای نقش حسین مهری در جریان اردویی دانشجویی در شمال کشور توسط ضاربی ناشناس درون پرتگاهی می‌افتد. سقوط محسن در این پرتگاه و نجات او از مرگ، زمینه‌ساز به وجود آمدن ماجراهایی می‌شود که پی در پی بر سر راهش قرار می‌گیرد.
- علی عمرانی
- فاطمه گودرزی
- حبیب دهقان نسب
- حسین مهری
- صادق هاتفی
- کیهان ملکی
- جمشید جهانزاده
- مهران رجبی
- شیوا خسرومهر
- محسن افشانی
- بهار نوحیان
- مینا نوروزی
- زهره حمیدی
- سودابه بیضایی
- اکبر سنگی
- روشنک عجمیان
- کاظم هژیر آزاد
- مالک سراج
- علیرضا علیا
- سوگل طهماسبی
- سعیده عرب
- فرحناز منافی ظاهر
- هوتن شاعری
- مجید زارع زاده
- خسرو فرخزادی
- سیروس تقی نژاد